# Courtney Kirkland
Courtney Kirkland (* 22. Oktober 1974 in Flint, Michigan) ist ein US-amerikanischer Schiedsrichter im Basketball, der seit dem Jahr 1999 in der NBA tätig ist. Er trägt die Uniform mit der Nummer 61.

## Karriere

### Continental Basketball Association
Vor dem Einstieg in die NBA arbeitete er für drei Jahre als Schiedsrichter in der Continental Basketball Association.

### National Basketball Association
Kirkland begann im Jahr 1999 seine NBA-Schiedsrichterlaufbahn beim Spiel der Golden State Warriors gegen die San Antonio Spurs.
Zuvor war er zwei Jahre als Schiedsrichter in der Women’s National Basketball Association tätig.